# Ćma barowa
Ćma barowa – dramat z 1987 roku w reżyserii Barbeta Schroedera z Mickeyem Rourke w roli głównej; adaptacja prozy Charlesa Bukowskiego, autora także scenariusza filmu.

## Fabuła
Henry Chinaski (grany przez Rourke, alter ego Bukowskiego) to pijak mieszkający w obskurnym mieszkaniu. Spędza on czas na wędrówkach z baru do baru, wdaje się w bójki, a rzadkie chwile względnej trzeźwości wykorzystuje na pisanie. Podczas jednej z eskapad poznaje Wandę (Faye Dunaway), kobietę tak jak on znajdującą się na marginesie normalnego życia – zamieszkują razem.
Chinaskiego szuka redaktorka literackiego periodyku, której kiedyś przesłał opowiadania.
Film rozgrywa się – podobnie jak utwory Bukowskiego – głównie w podupadłych dzielnicach Los Angeles. Praca pisarza nad filmem miała swoje pokłosie w postaci powieści Hollywood (1989).

## Obsada
- Mickey Rourke: Henry Chinaski
- Faye Dunaway: Wanda Wilcox
- Alice Krige: Tully Sorenson
- J. C. Quinn: Jim
- Frank Stallone: Eddie
- Jack Nance: Detective
- Sandy Martin: Janice
- Roberta Bassin: Lilly
- Gloria LeRoy: "Grandma" Moses
- Joe Unger: Ben
- Harry Cohn: Rick
- Pruitt Taylor Vince: Joe
- Fritz Feld
- Charles Bukowski

## Nagrody i nominacje
Złote Globy 1987
- Najlepsza aktorka dramatyczna - Faye Dunaway (nominacja)